# Безакцептное списание
Бесспорное (безакцептное) списание денежных средств со счетов без распоряжения владельца.
Чёткого определения термина бесспорное списание или безакцептное списание в российском законодательстве нет. ГК РФ содержит формулировку, которая носит более широкий характер — списание средств без распоряжения владельца счета:

Статья 854. ГК РФ. Основания списания денежных средств со счета:
1. Списание денежных средств со счета осуществляется банком на основании распоряжения клиента.
2. Без распоряжения клиента списание денежных средств, находящихся на счете, допускается по решению суда, а также в случаях, установленных законом или предусмотренных договором между банком и клиентом.

## История
Безакцептное списание (носившее название «отрицательный акцепт») имело широкое распространение в СССР: при отрицательном акцепте согласие плательщика на оплату фиксировалось банком в том случае, если плательщик в течение установленного срока (обычно — в течение трёх рабочих дней) не заявил об отказе об оплаты. Мотивировалось это (введение отрицательного акцепта) сближением во времени движения денег и товара. Положительный акцепт (то есть, необходимость получения явного согласия плательщика на оплату) использовался лишь применительно к сельским Советам народных депутатов, партийным и комсомольским организациям.

## Основания для безакцептного списания денежных средств
В России безакцептное списание денежных средств регулируется несколькими отраслями права: гражданского, банковского, предпринимательского, финансового, налогового, таможенного.
Согласно п. 1 ст. 854 ГК РФ списание денежных средств со счета осуществляется банком на основании распоряжения клиента. Как правило, распоряжения клиента оформляются на бланках установленной формы (платежное поручение, заявление на аккредитив, чек и т. д.) в соответствии с требованиями Положения ЦБ РФ о безналичных расчетах № 2-П 12.04.2001.
Согласно п.2 ст. 854 ГК РФ право на списание средств клиента взыскателем без его согласия допускается по решению суда, а также в случаях, установленных федеральным законом. Например, в Постановлении Верховного Совета РФ от 01.04.93 № 4725-1 «О мерах по улучшению расчетов за продукцию и услуги коммунальных энергетических и водопроводно-канализационных предприятий» (Утратил силу в соответствии с ФЗ № 130 от 13 июля 2007 года "О признании утратившим силу постановления верховного совета российской федерации «о мерах по улучшению расчетов за продукцию и услуги коммунальных энергетических и водопроводно-канализационных предприятий») предусмотрено, что расчёты коммунальных энергетических и водопроводно-канализационных предприятий с потребителями (кроме жилищно-коммунальных, бюджетных организаций и населения) за отпускаемую электрическую и тепловую энергию, услуги водоснабжения и водоотведения производятся на основании показателей измерительных приборов без акцепта плательщика.